# Norma Vaz
Norma Rosa Vaz (Uberlândia, 25 de abril de 1930) é uma ex-voleibolista brasileira que foi medalhista em três edições dos Jogos Pan-Americanos atuando pela seleção brasileira, além de competir pela seleção carioca. Foi também jogadora de basquete.

## Carreira
Embora mineira, competiu por muitos anos no Rio de Janeiro defendendo as cores do Flamengo e foi considerada uma das melhores jogadoras do vôlei nacional em seu tempo. Sagrou-se campeã brasileira de voleibol e bicampeã Sul-Americana, bem como do torneio internacional realizado em São Paulo. Vestiu a camisa de número 4 pela seleção brasileira, pela qual disputou duas edições do Campeonato Mundial, em 1956 e 1960. Foi uma atleta versátil e com boa regularidade, e além do vôlei, competia também no basquete e no atletismo, conquistando títulos e medalhas nesses esportes durante as décadas de 50 e 60. No Atletismo, foi recordista estadual de lançamento de disco, dardo e arremesso de peso. A torcida do Flamengo tinha uma grande veneração por ela; também defendeu as cores do Vasco.

## Títulos e resultados
Campeonato Mundial de Voleibol Feminino
- 1956 - 11º Lugar (Paris,  França)[10]
- 1960 - 5º Lugar (Rio de Janeiro,  Brasil)[11]

Campeonato Carioca de Basquete Feminino
- 1965 - Campeã atuando pelo Flamengo[9]
- 1966 - Campeã atuando pelo Flamengo[9]

Copa Brasil de Basquetebol Feminino
- 1966 - Campeã atuando pelo Flamengo[9]

Campeonato Mundial de Clubes de Basquetebol Feminino
- 1966 - Campeã atuando pelo Flamengo[9]